# Agey
Agey ist eine französische Gemeinde mit 259 Einwohnern (Stand 1. Januar 2022) im Département Côte-d’Or in der Region Bourgogne-Franche-Comté. Sie gehört zum Arrondissement Dijon und zum Kanton Talant. Die Einwohner der Gemeinde werden Ageysiennes genannt.
Umgeben wird Agey von der Gemeinde Prâlon im Norden, von Sainte-Marie-sur-Ouche im Osten, von Gissey-sur-Ouche im Süden und von Remilly-en-Montagne im Westen. Agey liegt etwa 18 Kilometer südöstlich der Stadt Dijon.

## Bevölkerungsentwicklung
| Jahr                       | 1962 | 1968 | 1975 | 1982 | 1990 | 1999 | 2006 | 2009 | 2012 | 2019 |
| Einwohner                  | 154  | 162  | 158  | 152  | 208  | 258  | 269  | 268  | 287  | 266  |
| Quellen: Cassini und INSEE |      |      |      |      |      |      |      |      |      |      |

## Persönlichkeiten
- Jean-Étienne Guettard (1715–1786), Arzt, Naturforscher, Kartograph und Mineraloge

## Sehenswürdigkeiten
- Kirche Saint-Martin
- Kriegsdenkmal aus dem Ersten Weltkrieg

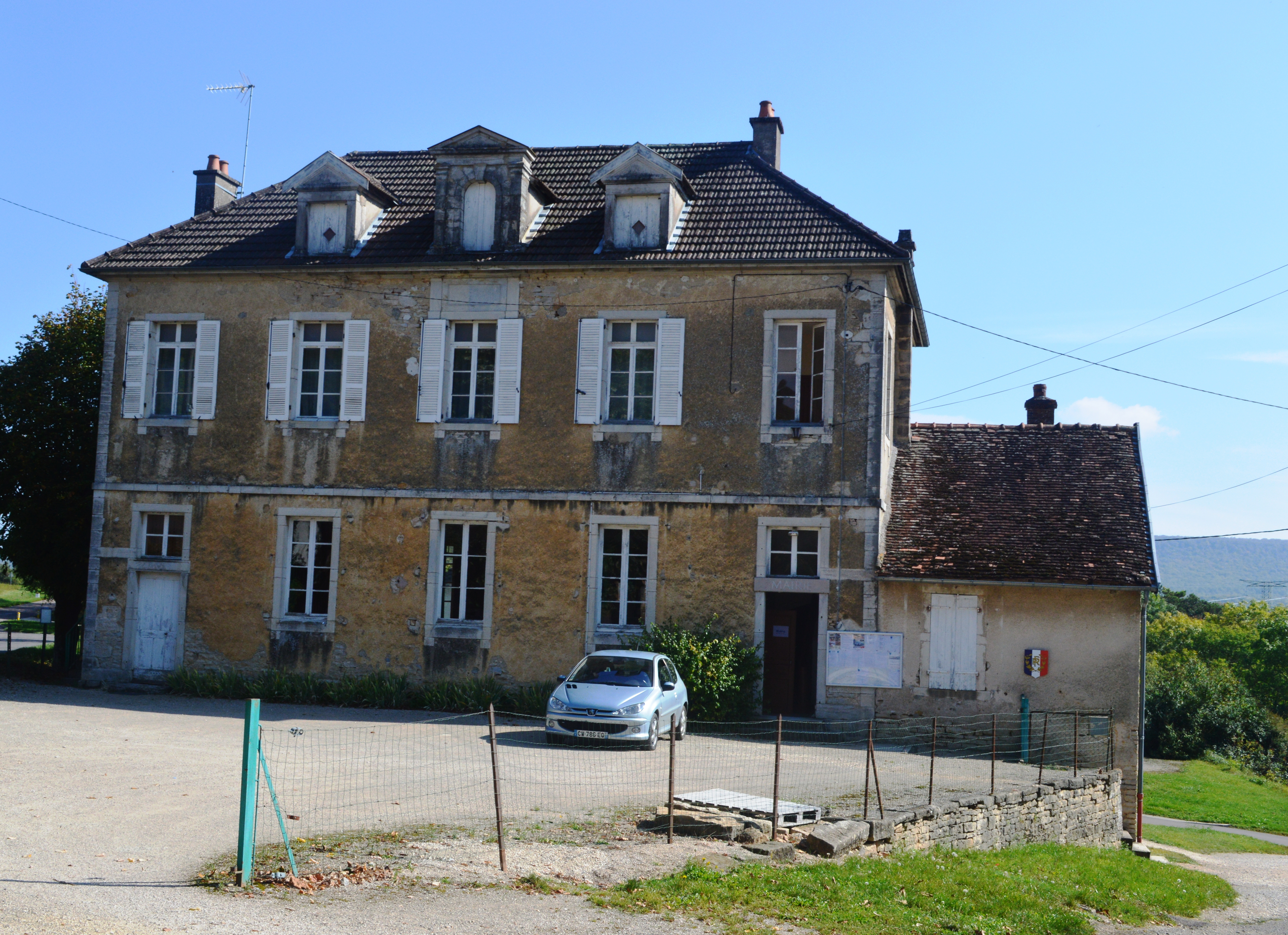
Rathaus
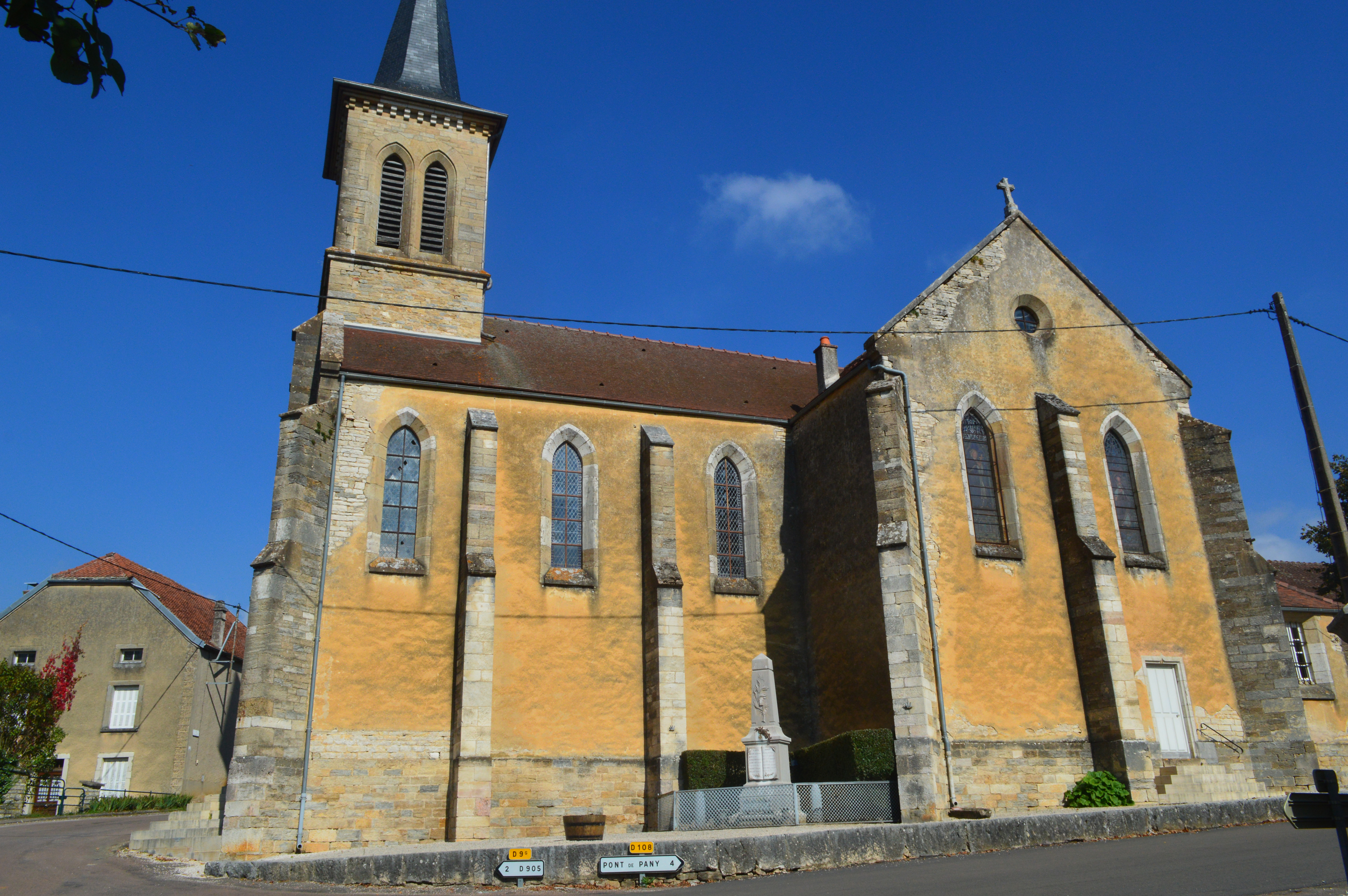
Kirche Saint-Martin
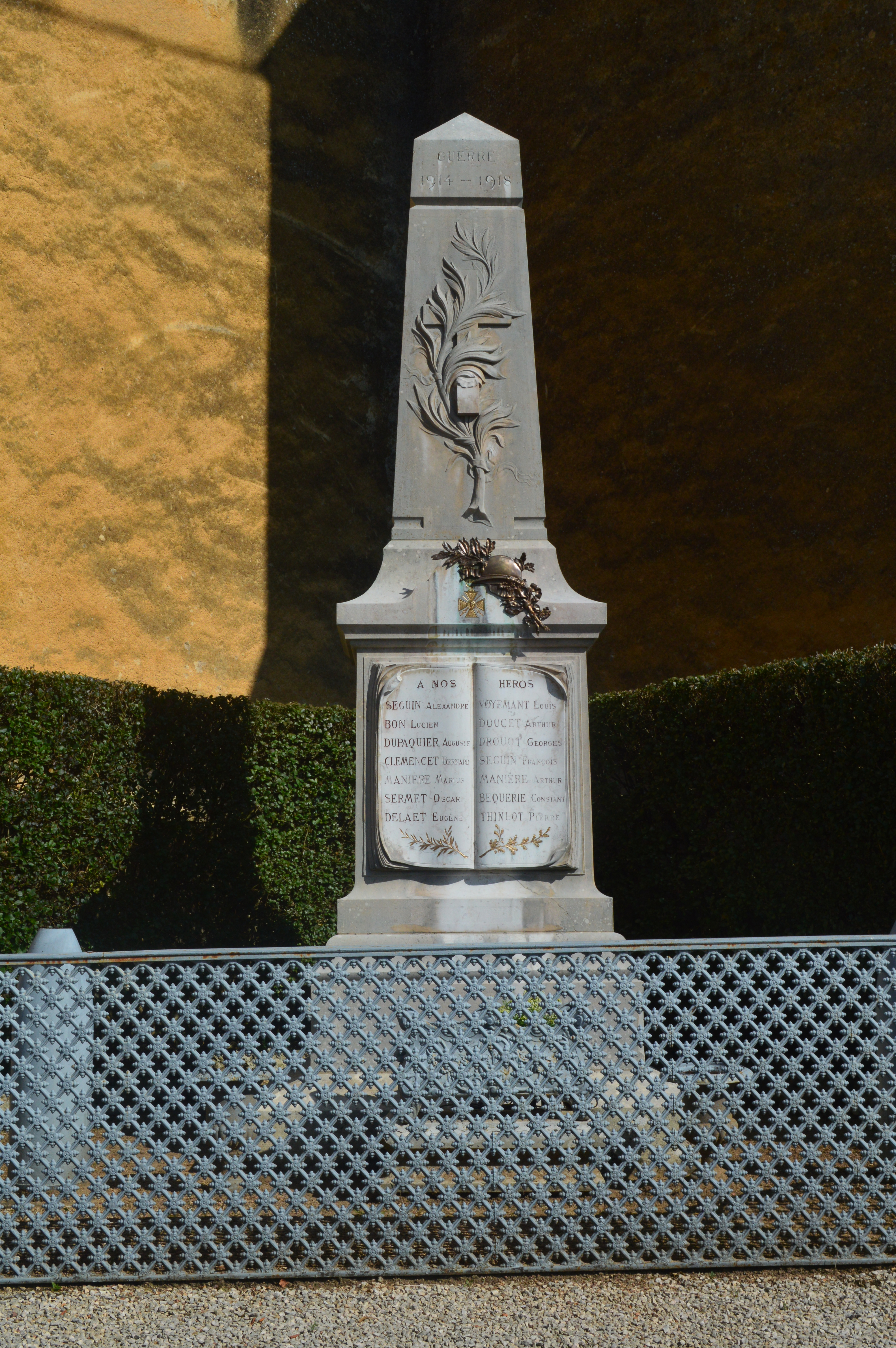
Kriegerdenkmal